# Ortigueira
Ortigueira és un municipi de la província de la Corunya a Galícia. Pertany a la Comarca do Ortegal. El 1988 se li va segregar el municipi de Cariño.
| 18.426 | 20.614 | 21.801 | 16.443 | 7.830 |
| Fonts: INE i IGE (Els criteris de registre censal variaren i les dades de l'INE i de l'IGE poden no coincidir.) |        |        |        |       |

## Parròquies
| - Barbos (San Xulián) - Céltigos (San Xulián) - Couzadoiro (San Cristovo) - Couzadoiro (San Salvador) - Cuíña (Santiago) - Devesos (San Sebastián) - O Ermo (San Xulián) - Espasante (San Xoán) - Os Freires (San Paulo) - Insua (San Xoán) - Ladrido (Santa Eulalia) | - Loiba (San Xulián) - Luama (San Martiño) - Luía (Santa María) - Mera de Abaixo (Santiago) - Mera de Arriba (Santa María) - O Mosteiro (San Xoán) - As Neves (Santa María) - Ortigueira (Santa Marta) - San Claudio (Santa María) - Senra (San Xulián) - Veiga (Santo Adrao) |

## Història
Hi ha vestigis arqueològics en forma de castros i útils que fa 35.000 anys havia assentaments en la zona formats a partir de nòmades. En l'edat mitjana Ortigueira va assolir el títol de Vila durant el regnat d'Alfons X de Castella. Es va construir a més el port, les muralles defensives i els magatzems de sal, sent aquestes infraestructures una embranzida a l'economia local. Entre els anys 1888 i 1916 van néixer periòdics com O Faro de Ortegal, Revista Ortegana, El Faro de Veiga i La Voz de Ortigueira, el que indica una època d'esplendor de la vila durant aquells anys. Durant aquesta època també es va construir el Teatro da Beneficencia, l'antic Escolar i el passeig d'Albereda. En 1988 les parròquies ortigueireses de Cariño, Feás, Landoi, A Pedra i Sismundi se segreguen d'Ortigueira convertint-se en l'ajuntament de Cariño.

## Personatges
- Federico Maciñeira (1870 - 1943), arqueòleg i acadèmic de la Reial Acadèmia d'Història.
- Xavier Garrote, mestre de música tradicional, fundador de l'Escola de Gaites d'Ortigueira
- Leandro Pita Romero, polític i ambaixador al Vaticà durant la Segona República.

## Cultura
A Ortigueira se celebra anualment des de 1978 el Festival Internacional del Món Celta. Les dates de celebració coincideixen amb el segon cap de setmana del mes de juliol. El 2008 aniran per l'edició XXIV, ja que el festival no es va celebrar durant diversos anys. En l'actualitat el festival va canviar el seu nom oficial pel de Festival d'Ortigueira, acollint músiques de tipus folk alienes als límits inicials dels Països Cèltics.

## Galeria d'imatges

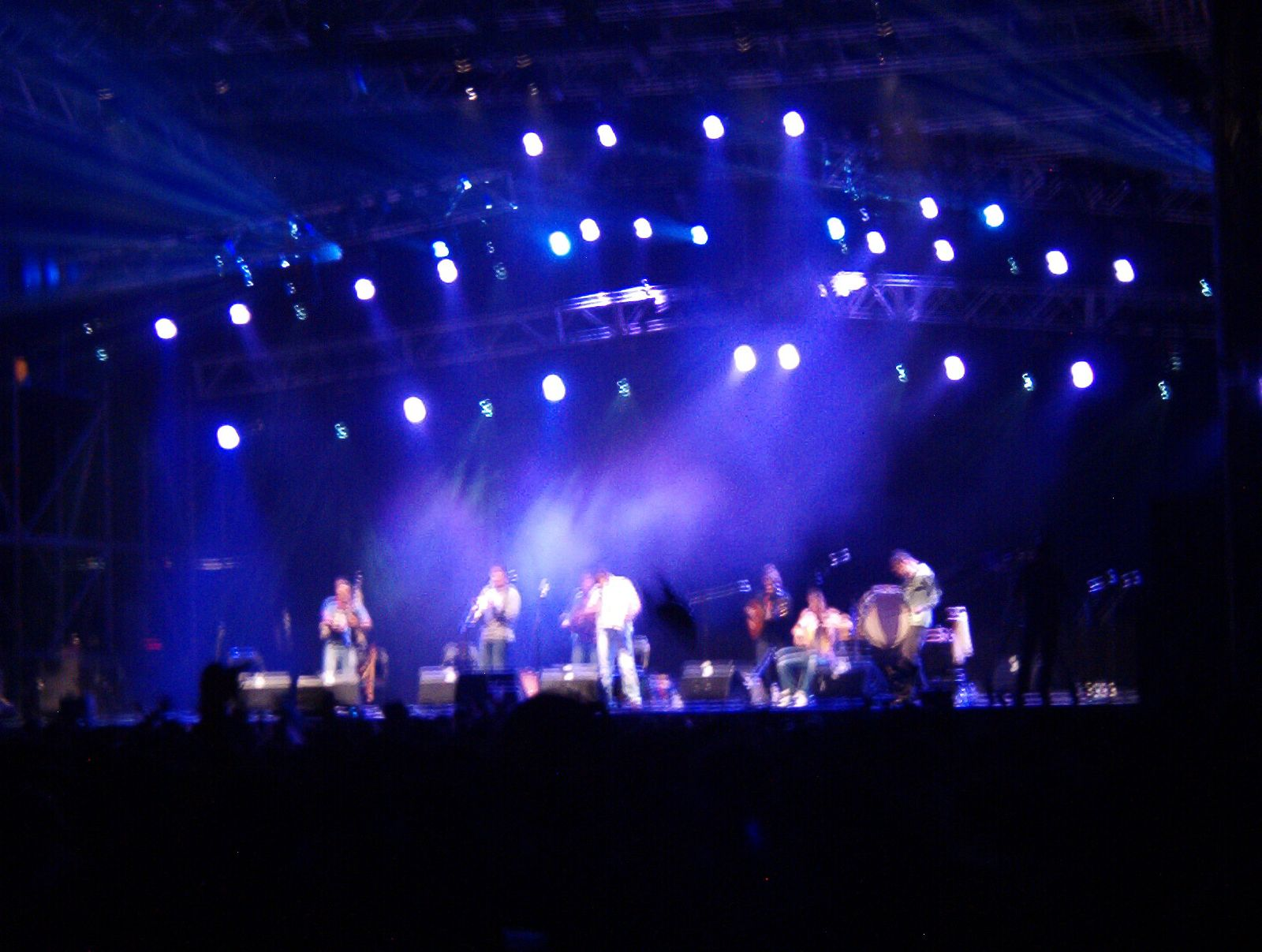
Concert
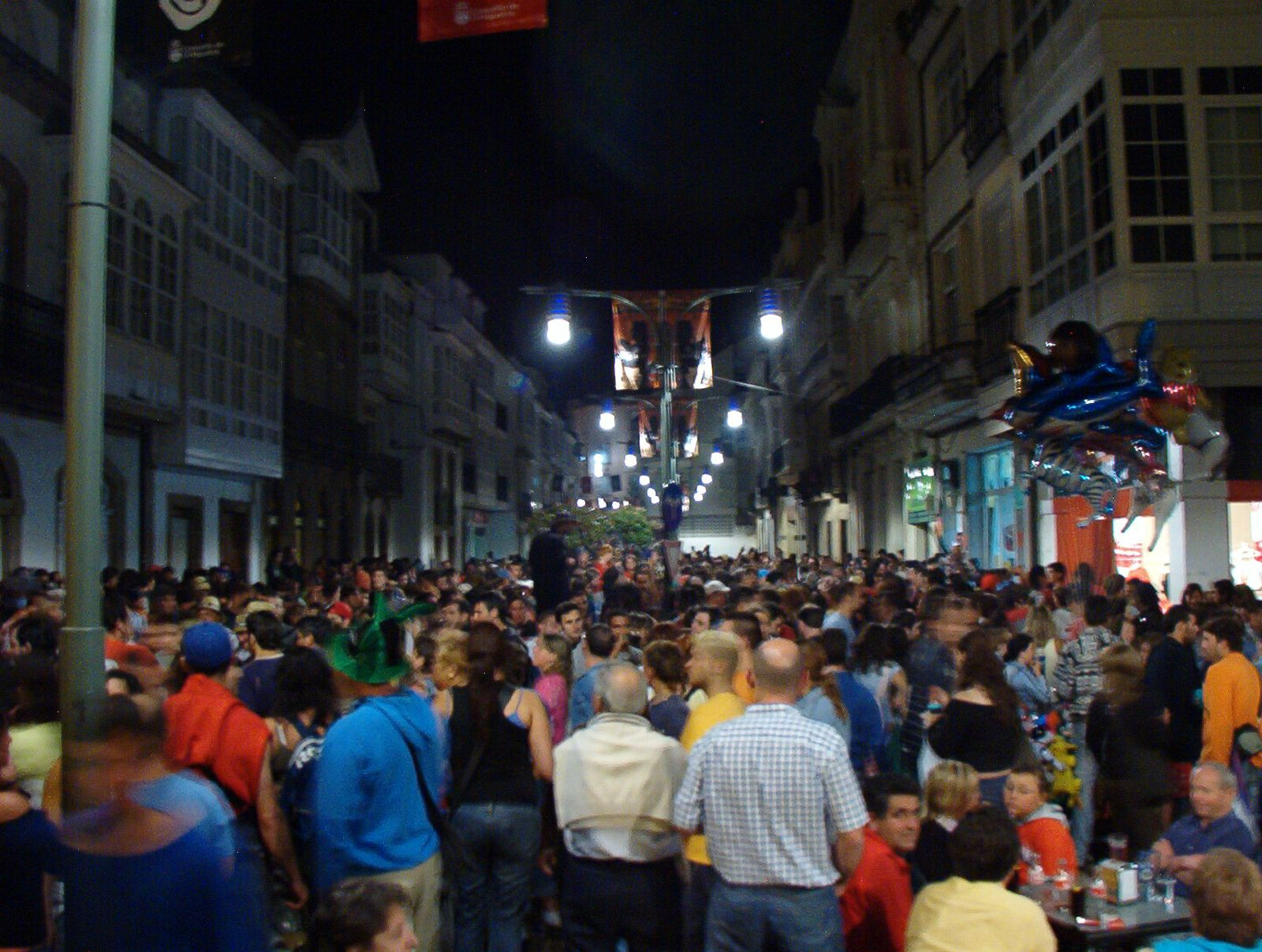
L'ambient festiu dels carrers d'Ortigueira
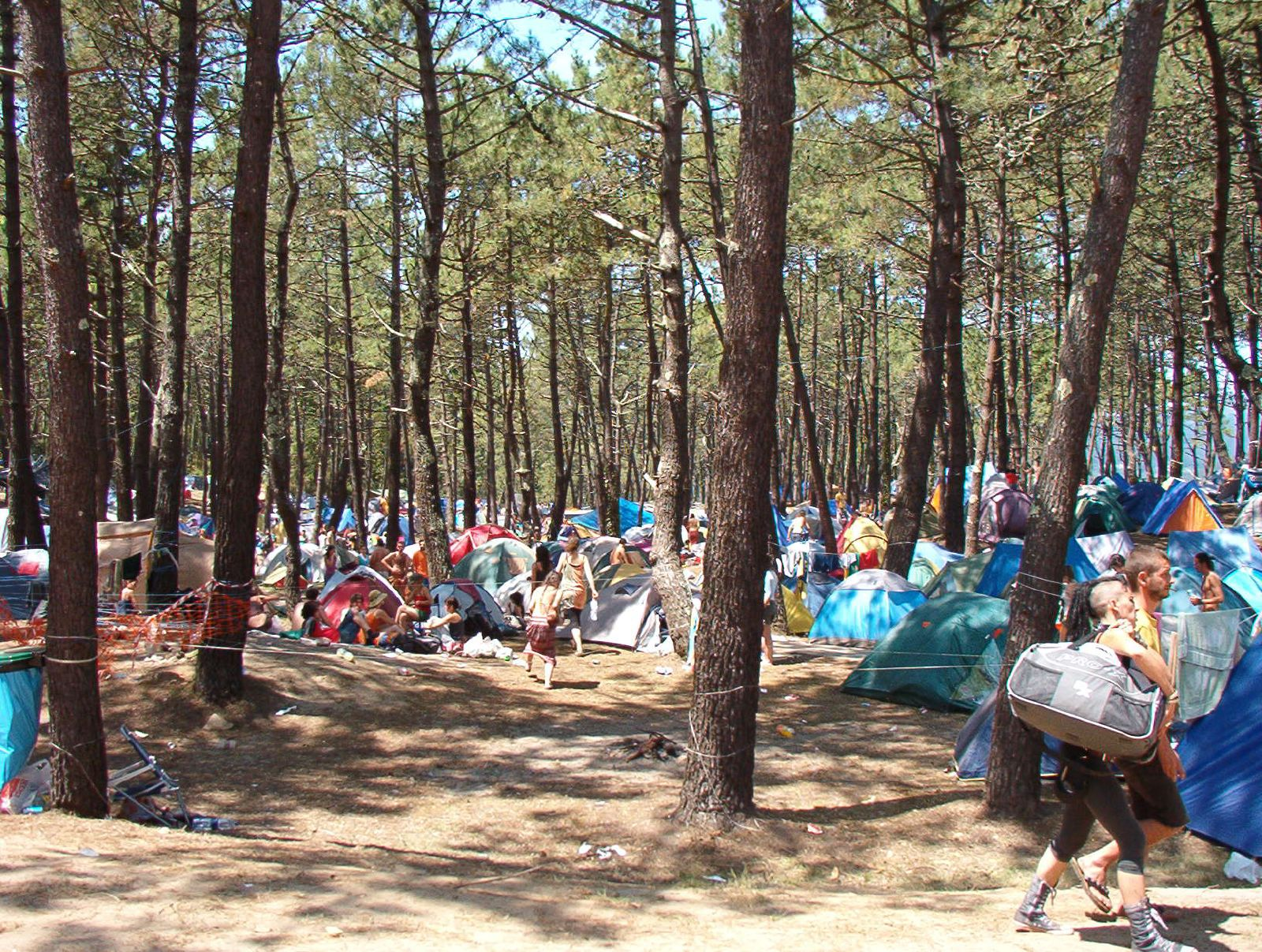
Zona d'acampada a la pineda de la platja d'Ortigueira